# Eurochemic
Eurochemic war eine von 1967 bis 1974 in Mol, Belgien betriebene Wiederaufarbeitungsanlage für nukleare Brennelemente. In dieser Anlage, einem Gemeinschaftsprojekt von 13 Mitgliedsstaaten der OECD, wurden insgesamt etwa 180 t Brennstoff aus Leistungsreaktoren und 30 t hochangereicherter Brennstoff aus Materialtestreaktoren aufgearbeitet. 
Die Wiederinbetriebnahme wurde zeitweise in Erwägung gezogen, Ende 1986 aber wegen mangelnden Interesses ausländischer Partner an einer Beteiligung endgültig verworfen. Die Anlage ging dann zunehmend an den belgischen Staat über. Die Verantwortung für die bestehenden Anlagen wurde 1985 einer neuen Gesellschaft, der Belgoprocess übertragen. Für die Dekontaminations- und Stilllegungsarbeiten ist die Firma Ondraf (auf flämisch: Niras) zuständig. Belgoprocess ist heute eine hundertprozentige Tochter der ONDRAF/NIRAS. Die Zerlegung der Einrichtungen begann 1991, der Abriss des Hauptprozessgebäudes wurde 2014 beginnen.